# Stubbstjärtstyrann
Stubbstjärtstyrann (Muscigralla brevicauda) är en fågel i familjen tyranner inom ordningen tättingar.

## Utseende och läte
Stubbstjärtstyrannen är en liten tyrann med en udda kroppform. Den har som namnet avslöjar mycket kort stjärt, men också långa ben och kraftig näbb, vilket ger den ett framtungt utseende. Ljusa vingband och ansiktsteckningar skiljer den från andra färglösa fåglar, som gråminerare. Den har även en brunaktig övergump och en gul fläck på hjässan, men båda är ofta svåra att se i fält.

## Utbredning och systematik
Fågeln förekommer från torra områden i sydvästra Ecuador till allra nordligaste Chile och ön Gorgona i Colombia. Den placeras som enda art i släktet Muscigralla. 

## Levnadssätt
Stubbstjärtstyrannen hittas i öknar och andra arida miljöer. Den lever mestadels på marken, men kan också ses sitta i busktoppar, på klippblock, på stolpar eller andra exponerade platser.

## Status
Arten har ett stort utbredningsområde och beståndet anses stabilt. Internationella naturvårdsunionen IUCN listar den därför som livskraftig (LC).